# 張正修
張正修（1954年8月31日—），台灣社會科學研究者，曾任考試院第10屆考試委員。

## 經歷
張正修1977年在國立台灣大學法律學系取得學士學位，1981年在日本東京大學取得碩士學位，1985年修完東京大學大學院法學政治研究科博士班課程。曾任淡江大學公共行政學系兼任副教授、開南大學法律學系兼任副教授、國立台北教育大學文教法律研究所兼任副教授、台灣團結聯盟政策委員會研究部副主任、台灣國際研究學會常務監事。1990~1991年擔任新國會研究室研究員，1992年擔任台灣環境保護聯盟學術委員會委員，1993~1995年擔任台灣教授協會副秘書長，1997年擔任台灣教授協會法政組召集人。
2002年9月1日到2008年9月1日，張正修受台灣團結聯盟推薦，任考試院第10屆考試委員。
2007年3月7日，張正修發布退黨聲明，宣布退出台灣團結聯盟，批評台灣團結聯盟的中間偏左路線是「以清廉為口號的權謀運動」，並直指台灣團結聯盟立法委員賴幸媛及前中華民國國家安全會議副秘書長張榮豐是這次中間偏左路線的主導者，並認為台灣團結聯盟與民主進步黨對決將導致台灣團結聯盟泡沫化；他還說，他是政黨推薦而非政黨提名的考試委員，「沒有辭職問題」。但同日，台灣團結聯盟秘書長錢橙山質疑，張正修未向中央黨部遞交退黨申請書就直接發布退黨聲明，「是為自己造勢或打知名度」。錢橙山說，台灣團結聯盟推薦張正修擔任考試委員，為維持中立，目前張正修在黨內是停權狀態；但停權期間，張正修對黨務、活動與發展不聞不問，沒有善盡黨員責任，中央黨部也從未要求他做過什麼或有任何回饋，一切尊重他履行考試委員的職責。
2018年，張正修在《民報》連載專欄，論證民主進步黨新潮流系是台灣的禍害。

## 著作
張正修著有《地方制度法理論與實用》（3卷）、《憲法與行政法制》（2卷）、《地方自治》、《馬克思經濟學理論與發展》、《西洋政治思想史與法思想史》（2卷）、《西洋哲學史》（2卷）、《尋找主體的無國之民》、《用自己的話快速學習日文》、《為脫華而寫的西洋哲學史（一）：古代希臘與中世紀哲學》、《西洋哲學史－近代哲學》、《西洋政治思想史與法思想史》（2卷）、《從法國結構主義建構華人社會學：以愛為基礎的脫華理論》等書。

## 外部連結
- 《民報》張正修專欄 （页面存档备份，存于）